# Kuflik
Kuflik, kalistemon (Callistemon) – rodzaj roślin z rodziny mirtowatych, w niektórych ujęciach taksonomicznych włączany do rodzaju melaleuka Melaleuca. W tradycyjnym ujęciu obejmuje ok. 30 gatunków występujących w Australii. Rosną one w miejscach skalistych i piaszczystych, suchych i wzdłuż strumieni, często też na wybrzeżu. Kwiaty zapylane są głównie przez ptaki, a nasiona uwalniane są z twardych, zdrewniałych torebek zwykle po działaniu ognia. 
Rośliny te uprawiane są w innych częściach świata jako ozdobne.

## Morfologia
PokrójKrzewy i drzewa do 6 m wysokości, często z korą papierzastą. Wiele gatunków ma „płaczący” pokrój.
LiścieZimozielone, skrętoległe, pojedyncze, zwykle niewielkie, lancetowate, często aromatyczne.
KwiatySkupione na pędach tuż pod tegorocznymi przyrostami (oś kłosopodobnego kwiatostanu kontynuuje wzrost wegetatywny). Kielich u dołu kubeczkowaty lub dzwonkowaty, powstaje ze zrośniętych pięciu działek, o końcach wolnych, równej długości. Płatki korony w liczbie 5, są drobne i zaokrąglone. Pręciki są najbardziej widocznym elementem kwiatu – są liczne, okazałe (znacznie dłuższe od okwiatu) i barwne – zwykle czerwone, rzadziej różowe, białe i zielone. Dolna zalążnia tworzona jest przez trzy lub cztery owocolistki zawierające liczne zalążki, zwieńczona pojedynczą, długą szyjką słupka, podobnej długości jak pręciki.
OwoceDrewniejące, twarde torebki, często uwalniające nasiona dopiero pod wpływem działania ognia.

## Systematyka
Pozycja systematyczna
Rodzaj z plemienia Melaleuceae, podrodziny Myrtoideae, rodziny mirtowatych (Myrtaceae). Rodzaj w tradycyjnym ujęciu okazał się być rozdzielony na dwie grupy gatunków zagnieżdżonych w obrębie dwóch z trzech kladów rodzaju melaleuka Melaleuca (podobnie zagnieżdżone w tym rodzaju okazały się inne rodzaje z plemienia Melaleuceae). W efekcie gatunki tu zaliczane przeniesione zostały do rodzaju melaleuka. Takie rozwiązanie zostało przyjęte w różnych bazach danych taksonomicznych i przez wielu autorów. Pogląd nie jest jednak akceptowany powszechnie, wskazywany jest m.in. problem z morfologicznym  zdefiniowaniem tak szeroko ujmowanego rodzaju melaleuka. Proponowane jest utrzymanie potwierdzonego jako takson monofiletyczny rodzaju kuflik Callistemon w odniesieniu do grupy gatunków australijskich.
Wykaz gatunków
- Callistemon acuminatus Cheel
- Callistemon brachyandrus Lindl.
- Callistemon chisholmii Cheel
- Callistemon citrinus (Curtis) Skeels – kuflik cytrynowy
- Callistemon coccineus F.Muell.
- Callistemon comboynensis Cheel
- Callistemon flavovirens (Cheel) Cheel
- Callistemon formosus S.T.Blake
- Callistemon forresterae Molyneux
- Callistemon genofluvialis Molyneux
- Callistemon kenmorrisonii Molyneux
- Callistemon lanceolatus (Sm.) Sweet
- Callistemon linearifolius (Link) DC.
- Callistemon linearis (Schrad. & J.C.Wendl.) Colv. ex Sweet
- Callistemon macropunctatus (Dum.Cours.) Court
- Callistemon montanus C.T.White ex S.T.Blake
- Callistemon nyallingensis Molyneux
- Callistemon pachyphyllus Cheel
- Callistemon pallidus (Bonpl.) DC.
- Callistemon pauciflorus R.D.Spencer & Lumley
- Callistemon pearsonii R.D.Spencer & Lumley
- Callistemon phoeniceus Lindl.
- Callistemon pinifolius (J.C.Wendl.) Sweet
- Callistemon pityoides F.Muell.
- Callistemon polandii F.M.Bailey
- Callistemon pungens Lumley & R.D.Spencer
- Callistemon recurvus R.D.Spencer & Lumley
- Callistemon rigidus R.Br.
- Callistemon salignus (Sm.) Colv. ex Sweet – kuflik wierzbowaty
- Callistemon shiressii Blakely
- Callistemon sieberi DC.
- Callistemon speciosus (Sims) Sweet
- Callistemon subulatus Cheel
- Callistemon teretifolius F.Muell.
- Callistemon viminalis (Sol. ex Gaertn.) G.Don
- Callistemon viridiflorus (Sieber ex Sims) Sweet
- Callistemon wimmerensis Marriott & G.W.Carr